# Valerie Jerome
Valerie Jerome, född 28 april 1944, är en friidrottare från Kanada. Hon deltog vid olympiska sommarspelen 1960.